# Chelonohelcon mirabundus
Chelonohelcon mirabundus är en stekelart som beskrevs av Charles Thomas Brues 1933. Chelonohelcon mirabundus ingår i släktet Chelonohelcon och familjen bracksteklar. Inga underarter finns listade i Catalogue of Life.